# Caillouet-Orgeville
 Caillouet-Orgeville  là một xã thuộc tỉnh Eure trong vùng Normandie miền bắc nước Pháp.